# 塔魯曼內格拉

塔魯曼內格拉的疆域範圍

塔魯曼內格拉是位于爪哇岛西部雅加达附近的一个早期印度教巽他族王國，是印度文化圈的一部分。5世纪時期，該國出現了已知最早的爪哇铭文。  :53